# Thindal
Thindal es una ciudad censal situada en el distrito de Erode en el estado de Tamil Nadu (India). Su población es de 15440 habitantes (2011). Se encuentra a 7 km de Erode y a 47 km de Tirupur.

## Demografía
Según el censo de 2011 la población de Thindal era de 14440 habitantes, de los cuales 7671 eran hombres y 7779 eran mujeres. Thindal  tiene una tasa media de alfabetización del 86,11%, inferior a la media estatal del 80,09%: la alfabetización masculina es del 90,06%, y la alfabetización femenina del 82,25%.